# Tipula calaveras
Tipula calaveras är en tvåvingeart som beskrevs av Alexander 1944. Tipula calaveras ingår i släktet Tipula och familjen storharkrankar. Inga underarter finns listade i Catalogue of Life.